# Cité des Grandes Rames
De Cité des Grandes Rames is een cité in de Belgische stad Verviers, gelegen aan de Rue des Grandes Rames en de Rue des Hospices.

## Geschiedenis
De Cité des Grandes Rames is gebouwd vanaf 1808 en wordt wel beschouwd als een van de eerste industriële cité ouvrière (fabrieksnederzetting).
De cité is gebouwd aan de rand van de stadsgrenzen, en in de nabijheid van de textielfabrieken van Simonis en Biolley, bij het begin van de industrialisatie.
Op 25 april 1808 werd aan het eerste huis begonnen, naar ontwerp van Henri Douha. De huizen moesten vooral goedkoop en functioneel zijn. Van elke vorm van versiering werd afgezien. Er ontstond een reeks van woningen, in rijen van vier verdiepingen, gebouwd in rode baksteen. Elk huis had een kelder, een keuken en een schuur, waarin de thuisweverij kon worden beoefend. In elke kamer (23 m2) huisden vier tot zes mensen. Stromend water kwam in 1876 en aansluiting op het riool pas in 1883. Vier huizen waren gegroepeerd rond een centrale hal.
Uiteindelijk verloren de huizen hun functie, en sloop dreigde. Het complex werd echter geklasseerd als monument en een woningcorporatie heeft het op zich genomen om in het complex woningen te bouwen die -uiteraard- aan de eisen van de huidige tijd voldoen.